# 上海轮失火
|  |

上海輪失火，指1890年12月26日凌晨時份，上海輪在江蘇省儀徵縣大河口（今青山鎮）附近火災。15分钟的火災，死了超过三百人，死者不是燒死則為溺死。當時狂風，又值冬天，江水甚冷。最初船上300餘人，在江蘇镇江码头上了100餘人，乘客500餘，連船員600餘人。

## 失火原因
大體有三種說法：
- 一、吸烟说。“有客在大舱吸水烟，遗火煤纸于舱板，觅之不见，以壶中茶灌之，以为熄矣。不虞少时烟焰迷漫，火仍冒起。”亦有指是鸦片烟，抽完鸦片烟，把没熄灭的烟灯放进鞋篮子，瞬間着火，肇事者“遽取掷之水中，而余火已延及棉花包矣”。

- 二、煮饭说。客人在炉子煮食，旁边是棉纱包，火星一溅，釀成火災。
- 三、扒手在船上被抓後报复。“匪徒衔恨，施此毒手，然此小窃之辈，岂不知一经种火，四面波涛，无可逃避，将必同归于尽。彼计虽凶很，未必若是之愚也”。

## 文學作品
晚清出使英法的欽差薛福成的《庸庵笔记》有詳細記載。